# Баньоло-Пьемонте
Баньоло-Пьемонте (итал. Bagnolo Piemonte) — коммуна в Италии, располагается в регионе Пьемонт, в провинции Кунео.
Население составляет 5836 человек (2008 г.), плотность населения составляет 91 чел./км². Занимает площадь 64 км². Почтовый индекс — 12031. Телефонный код — 0175.
Покровителем коммуны считается святой апостол Пётр в веригах (San Pietro in Vincoli), празднование 7 апреля.

## Демография
Динамика населения:

## Администрация коммуны
- Официальный сайт: http://www.comune.bagnolo.cn.it/